# MAO College
Das MAO College (oder Muhammedan Anglo-Oriental College; „Mohammedanisches Anglo-orientalisches College“) war eine islamische Hochschule in Indien. Diese wurde von Sayyid Ahmad Khan, dem Führer der „muslimischen Renaissance“, auf dem Indischen Subkontinent 1875 in Aligarh (Uttar Pradesh) gegründet. Daraus wurde 1920 die Aligarh Muslim University.
Es gibt auch ein MAO College in Lahore, Pakistan.